# Раффин, Джимми
Джимми Раффин (англ. Jimmy Ruffin; 7 мая 1939, Коллинсвилль, Миссисипи — 17 ноября 2014, Лас-Вегас, Невада) — американский певец, работавший в жанре соул. Записывался на лейбле Motown.
Наиболее известен по своему хиту 1966 года «What Becomes of the Brokenhearted».

## Биография
Родился в Коллинсвилле, штат Миссисипи, в 1936 году. Был старшим братом лид-вокалиста группы The Temptations Дэвида Раффина.

## Дискография
- См. статью «Jimmy Ruffin § Discography» в английском разделе.